# 瑞士大学列表
瑞士大学教育包括以下学校：

## 2所联邦理工学院
- 苏黎世联邦理工学院，简称 ETHz （苏黎世），以德语授课，部分以英语授课
- 洛桑联邦理工学院，简称 EPFL （洛桑），以法语授课，部分以英语授课

## 10所州立大学

### 德语区
- 巴塞尔大学（巴塞尔），以德语授课，部分以英语授课
- 伯尔尼大学（伯尔尼），以德语授课，部分以英语授课
- 圣加仑大学（圣加仑），以德语授课，部分以英语授课
- 苏黎世大学（苏黎世），以德语授课，部分以英语授课
- 卢塞恩大学（卢塞恩），以德语授课，部分以英语授课

### 德法语交界区
- 弗里堡大学（弗里堡），以法语、德语授课，部分以英语授课

### 法语区
- 日内瓦大学（日内瓦），以法语授课，部分以英语授课
- 纳沙泰尔大学（纳沙泰尔），以法语授课，部分以英语授课
- 洛桑大学（洛桑），以法语授课，部分以英语授课

### 意语区
- 卢加诺大学（卢加诺），以意大利语授课，部分以英语授课

## 2所高等教育机构
- 日内瓦国际关系及发展高等学院，以英语授课，部分以法语授课
- 瑞士远程教育大学（德语：FernUni Schweiz），以德语、法语授课

## 8所应用科技大学

### 公立
- 伯尔尼应用科技大学（德语：Berner Fachhochschule），以德语授课
- 西北瑞士应用科技大学（德语：Fachhochschule Nordwestschweiz），以德语授课，部分以英语授课
- 东瑞士应用科技大学（德语：Fachhochschule Ostschweiz），以德语授课
- 西瑞士应用科技大学（法语：Haute École spécialisée de Suisse occidentale），以法语授课
- 琉森应用科技大学（德语：Hochschule Luzern），以德语授课
- 意大利语瑞士应用科技大学（義大利語：Scuola universitaria professionale della Svizzera italiana），以意大利语授课
- 苏黎世应用科技大学（德语：Zürcher Fachhochschule），以德语授课，部分以英语授课

### 私立
- 卡雷铎应用科技大学（德语：Kalaidos Fachhochschule），以德语授课

## 参看
- 瑞士教育